# جيم جونز (لاعب هوكي الجليد)
جيم جونز (بالإنجليزية: Jim Jones)‏ هو لاعب هوكي الجليد أمريكي، ولد في 27 يوليو 1949 في Espanola, Ontario ‏ في كندا.

## وصلات خارجية
- جيم جونز على موقع دوري الهوكي الوطني (الإنجليزية)
- جيم جونز على موقع قاعة مشاهير الهوكي (لاعب أن.إتش.أل) (الإنجليزية)
- جيم جونز على موقع EliteProspects.com (الإنجليزية)
- جيم جونز على موقع HockeyDB.com (الإنجليزية)
- جيم جونز على موقع Hockey-Reference.com (الإنجليزية)